# Dibuix de sant Joan Evangelista
El Dibuix de Sant Joan Evangelista és un dels escassos dibuixos realitzats per El Greco que ha arribat fins als nostres dies. Tot i que consta en el catàleg raonat d'obres d'aquest artista, realitzat pel seu especialista Harold Wethey, no està numerat en aquest catàleg.

## Temàtica de l'obra
Aquest dibuix i el seu bessó Dibuix de Sant Joan Baptista probablement van formar part d'una composició molt més gran, de tot el retaule encarregat per a Santo Domingo el Antiguo, a Toledo. Aquesta composició hauria servit com a "peça de contracte" que el Greco hauria presentat i discutit amb Diego de Castilla, l'estricta supervisió del qual es va imposar a les idees artístiques d'El Greco. Això es reflecteix en el memoràndum adjunt al contracte original de Santo Domingo, al qual probablement es van adjuntar els dibuixos, destacant que Diego de Castilla tenia la completa autoritat per acceptar, rebutjar o ordenar les alteracions en els quadres acabats.

## Anàlisi de l'obra
No està signat; Inscripció anónima, probablement del segle xvii, que posa: Greco.
Tinta marró, i aiguada marró i gris sobre traces de carbonet amb reflexos blancs sobre paper; 136 x 44 mm.; Foundation Jan Krugier. Lausana; Suïssa.
Aquest dibuix i el seu bessó Dibuix de Sant Joan Baptista, revelen molt sobre el pensament i els mètodes de treball d'El Greco. En aquests dibuixos, defineix acuradament les línies arquitectòniques amb l'ajuda de regla i compàs. Utilitzant aiguada negra i marró, i guix blanc, suggereix un espai darrere de les figures en el qual es projecten les seves ombres. Treballant a grisalla, el Greco sembla utilitzar l'exemple de l'escultura per suggerir la caiguda de la llum, el volum de les figures i definir l'espai que ocupen.
A diferència del Dibuix de Sant Joan Baptista, la figura de Sant Joan Evangelista va ser considerablement alterada entre el dibuix i la pintura que es va montar al retaule. El dibuix mostra l'Evangelista que equilibra simètricament el Baptista en un angle de tres quarts. No obstant això, en lloc de mirar cap avall com el Baptista, el seu esguard es gira lleugerament vers el Cel. El Greco potser hauria volgut mostrar-lo mirant cap a l'ascensió de la mare de Déu, al centre del retaule, però finalment va optar per una postura més contemplativa. Un altre dibuix -Dibuix de Sant Joan Evangelista (Biblioteca Nacional)- mostra l'Evangelista en paral·lel al pla de la imatge, encarant-se a l'espectador, el cap inclinat cap endavant en la contemplació del llibre obert a la mà esquerra.

## Procedència
- Sir William Stirling-Maxwell Collection (adquirit abans de l'any 1877)
- Lt.-Col. William Stirling of Keir Collection (per descendència)
- Venda, Sotheby’s, Londres, Octubre 21, 1963, no. 12
- Col·lecció privada, Gran Bretanya
- Venda, Bonhams, Londres, Desembre 9, 2002, no. 101
- Col·lecció Jan Krugier, Monaco, JK 6104
- Jan Krugier Foundation[2]